# Bürener Land
Als Bürener Land bezeichnet man das Umland von Büren in Nordrhein-Westfalen. Es umfasst den ehemaligen Kreis Büren und grenzt im Norden an das Paderborner Land. Im Süden des Bürener Landes befindet sich der Hochsauerlandkreis.
Touristisch wird das Bürener Land bisweilen auch als Teil des Paderborner Landes vermarktet, so von der „Touristikzentrale Paderborner Land“ mit Sitz in Büren.

## Landschaft
Zentraler Bestandteil ist die Paderborner Hochfläche. Gegliedert wird das Gebiet der Hochfläche durch die Flusstäler Alme, Afte, Altenau und Sauer. Eingerahmt wird die Paderborner Hochfläche und die ganze Region von zwei waldreichen Gebieten: dem Höhenzug des Eggegebirges im Osten und dem Alme-Afte-Bergland als Teil des Sauerlands im Süden.

## Geschichte
Die Geschichte des Bürener Landes spiegelt sich in der Geschichte des Kreises Büren wider. Aber auch schon vor Einrichtung des Kreises Büren prägte die Auseinandersetzung um die Selbständigkeit des Bürener Landes gegenüber der mächtigen Domstadt Paderborn die Region. Erst fochten die Edelherren von Büren, dann die Grafen von Westphalen in Fürstenberg und schließlich das Kloster Dalheim ihre territorialen Ansprüche gegen den Fürstbischof von Paderborn aus. 
1816 wurde der Kreis Büren eingerichtet, der 1975 durch das Sauerland/Paderborn-Gesetz aufgelöst wurde. Dabei wurde das Bürener Land weit überwiegend zum Kreis Paderborn, zu kleineren Teilen auch zum Hochsauerlandkreis und zum Kreis Soest geschlagen.

### Hexenprozesse in der Herrschaft Büren
Der Höhepunkt der Hexenverfolgungen war um 1631. In der Herrschaft Büren wurden zwischen dem 17. März und dem 15. April 1631 50 Personen hingerichtet. Die Quellenlage ist für die Adelsherrschaften der Familien von Büren und Westphalen sehr gut.

## Bürener Land heute
Die Bezeichnung Bürener Land ist in eigenen Regionen nicht unumstritten. Aus historischen Gründen wird das Paderborner Land auf das ehemalige Hochstift Paderborn bezogen, unter Einschluss des Bürener Landes. Heute wird dieser Begriff von der Region Hochstift Paderborn abgelöst. Der Kreis Paderborn hat versucht, das Bürener Land auf Büren und seine elf Stadtteile zu beschränken und es in die Bezeichnung Paderborner Land mit einfließen zu lassen, siehe Tourismusverband Paderborner Land. Dennoch sehen sich viele vor allem ältere Menschen in den heutigen Städten Bad Wünnenberg, Büren, Lichtenau und Salzkotten sowie in den am 1. Januar 1975 dem Hochsauerlandkreis zugeschlagenen Ortschaften (Essentho, Meerhof, Oesdorf und Westheim) als Bewohner des Bürener Landes. Dies wird unter anderem durch den Sportkreis Büren und einen gemeinsamen Lokalteil in den Zeitungen deutlich. Lokalpatriotismus zeigt sich auch in dem gemeinsam veranstalteten Kreisschützenfest des Kreisschützenbundes Büren 1957 e. V. Demgegenüber beklagte sich etwa 1997 der damalige Lichtenauer Stadtdirektor Helmut Winzen, dass die Einführung des Landkreises Büren in vielen Fällen keine Rücksicht auf die „gewachsenen kulturellen, historischen, geographischen und wirtschaftlichen Verhältnisse“ Lichtenaus genommen habe. In der Tat gab es auch in fürstbischöflicher Zeit außerhalb des Bürener Vorlandes eher Verbindungen zur Hauptstadt Paderborn.

## Sehenswürdigkeiten
Sehenswürdigkeiten im Bürener Land sind das heute zu Lichtenau gehörende Kloster Dalheim und das Jesuitenkolleg (Mauritius-Gymnasium) in Büren. Darüber hinaus sind unter anderem noch die Mittelmühle Büren und die Niedermühle Büren, die ein Kulturzentrum beherbergt, von touristischem Interesse.
Als inoffizielles Wahrzeichen des Bürener Landes kann die Wewelsburg angesehen werden, eine der wenigen Dreiecksburgen in Deutschland.

## Schützenwesen
Im Jahr 1958 gründete sich auf Initiative des Schützenvereins Haaren der Kreisschützenbund Büren, bei dem alle Vereine des Altkreises Büren beitrittsfahig sind und den Kreisschützenvogel abschießen dürfen. Der Ort, der den König stellt, richtet auch das nächste Kreisschützenfest aus.
Im Bürener Land tragen die Schützen außerdem beim Ausmarsch ein Gewehr und es dürfen den Vereinen keine Frauen beitreten. Nach der Marschordnung dürfen Tambourcorps und Musikvereine Frauen im Verein aufnehmen, Spielmannszüge jedoch nicht. Nimmt ein Spielmannszug eine Frau auf, so muss er sich ab dann Tambourcorps nennen.